# Kulturland Brandenburg
Kulturland Brandenburg ist ein regelmäßiges Kulturfestival, das seit 1998 jedes Jahr mit einem neuen Thema dazu einlädt, die kulturelle und regionale Vielfalt sowie das historische Erbe zu entdecken. Dabei ruft Kulturland Brandenburg jährlich kulturelle Einrichtungen und Initiativen des Landes dazu auf, sich mit Ideen an den jeweiligen Themenjahren zu beteiligen. Über zahlreiche Kooperationen zwischen Akteuren aus Kultur, Bildung, Wissenschaft und Tourismus entstehen jedes Jahr neue Projekte.

## Trägerschaft und Förderung
Kulturland Brandenburg ist ein Bereich der Brandenburgischen Gesellschaft für Kultur und Geschichte gGmbH. Die Trägergesellschaft wird durch das Ministerium für Wissenschaft, Forschung und Kultur des Landes Brandenburg sowie die Landeshauptstadt Potsdam gefördert.
2002 wurde der Verein Kulturland Brandenburg e. V. gegründet. Der Verein Kulturland Brandenburg e. V. fusionierte ab dem 1. Januar 2014 mit der 2003 gegründeten Haus der Brandenburgisch-Preußischen Geschichte gemeinnützige GmbH und firmiert seitdem unter „Brandenburgische Gesellschaft für Kultur und Geschichte gemeinnützige GmbH“. Deren Gesellschafter sind das Land Brandenburg und die Stadt Potsdam.
Das Programm Kulturland Brandenburg selbst wird durch mehrere Ministerien des Landes Brandenburg unterstützt: das Ministerium für Wissenschaft, Forschung und Kultur, das Ministerium für Infrastruktur und Landesplanung sowie das Ministerium für Landwirtschaft, Umwelt und Klimaschutz. Darüber hinaus wird Kulturland Brandenburg von den brandenburgischen Sparkassen und der Investitionsbank des Landes Brandenburg gefördert.

## Förderung von kulturellen Projekten im Land Brandenburg
Kulturland Brandenburg ist ein Kulturprogramm des Landes Brandenburg, das in wechselnden Jahresthemen kulturelle und gesellschaftliche Fragen aufgreift. Es dient der Sichtbarmachung des kulturellen Erbes sowie der Förderung zeitgenössischer Kulturprojekte im ganzen Land.
Zur Unterstützung von Projekten bietet Kulturland Brandenburg eine Förderung in zwei Linien an: eine einjährige Förderung mit Beträgen zwischen 2.500 und 20.000 Euro sowie eine zweijährige Förderung mit bis zu 30.000 Euro pro Jahr. In beiden Fällen handelt es sich um eine anteilige Projektförderung von bis zu 50 % der Gesamtkosten. Zusätzlich zur finanziellen Unterstützung werden die Projekte fachlich begleitet und in landesweite Kommunikationsmaßnahmen eingebunden.
Antragsberechtigt sind gemeinnützige Organisationen wie Vereine, Museen oder kommunale Träger. Einzelpersonen wie Künstlerinnen und Künstler oder Wissenschaftlerinnen und Wissenschaftler können sich ebenfalls mit Projektideen beteiligen, benötigen zur Antragstellung jedoch einen gemeinnützigen Projektträger. Die Auswahl der Projekte erfolgt durch eine Fachjury anhand eines öffentlichen Beteiligungsaufrufs, der sich an wechselnden Themenschwerpunkten orientiert.

## Themenjahre
- 1998: „Fontane / Die Zisterzienser in Brandenburg“
- 1999: „Brandenburg und das Haus Oranien“
- 2000: „Stationen der Industriekultur“
- 2001: „300 Jahre Preußen“
- 2002: „Romantik“
- 2003: „Europa ist hier!“
- 2004: „Landschaft und Gärten“
- 2005: „Der Himmel auf Erden. 1000 Jahre Christentum in Brandenburg“
- 2006: „Horizonte. Kulturland Brandenburg 2006 | Baukultur“
- 2007: „Fokus Wasser | Kulturland Brandenburg 2007“
- 2008: „Provinz und Metropole – Metropole und Provinz“
- 2009: „Freiheit. Gleichheit. Brandenburg. Demokratie und Demokratiebewegungen“
- 2010: „Mut & Anmut. Frauen in Brandenburg – Preußen“
- 2011: „Licht | Spiel | Haus – Moderne in Film. Kunst. Baukultur.“
- 2012: „Kommt zur Vernunft! Friedrich der Zweite von Preußen“
- 2013: „Spiel und Ernst – Ernst und Spiel. Kindheit in Brandenburg“
- 2014: „Preußen – Sachsen – Brandenburg. Nachbarschaften im Wandel“
- 2015: „gestalten – nutzen – bewahren. Landschaft im Wandel“
- 2016: „handwerk zwischen gestern & übermorgen“
- 2017: „Wort & Wirkung. Luther und die Reformation in Brandenburg“
- 2018: „wir erben. Europa in Brandenburg – Brandenburg in Europa“
- 2019: „fontane.200/Spuren“
- 2020: „KRIEG und FRIEDEN. 1945 und die Folgen in Brandenburg“
- 2021: „Zukunft der Vergangenheit – Industriekultur in Bewegung“
- 2022: „Lebenskunst“
- 2023: „Baukultur leben“
- 2024–2025: „Welten verbinden“

## Veröffentlichungen
- Uwe Rada: Bürgerland Brandenburg: Demokratie und Demokratiebewegungen zwischen Elbe und Oder. Hrsg.: Kulturland Brandenburg e.V., Potsdam. Koehler & Amelang, Leipzig 2009, ISBN 978-3-7338-0368-1.